# 台湾鉄道網

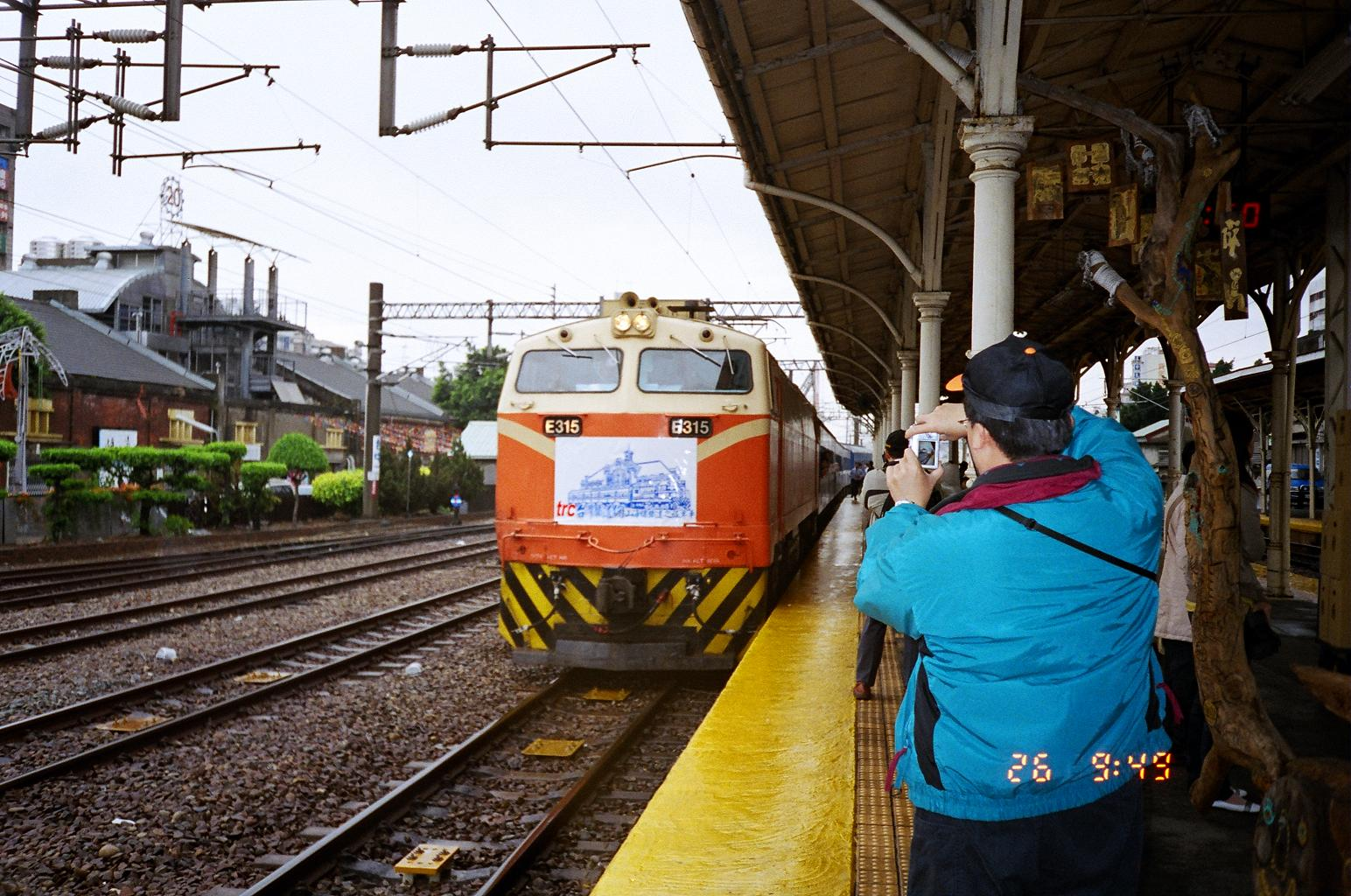
TRC貸切平快車（2005年・台中駅）

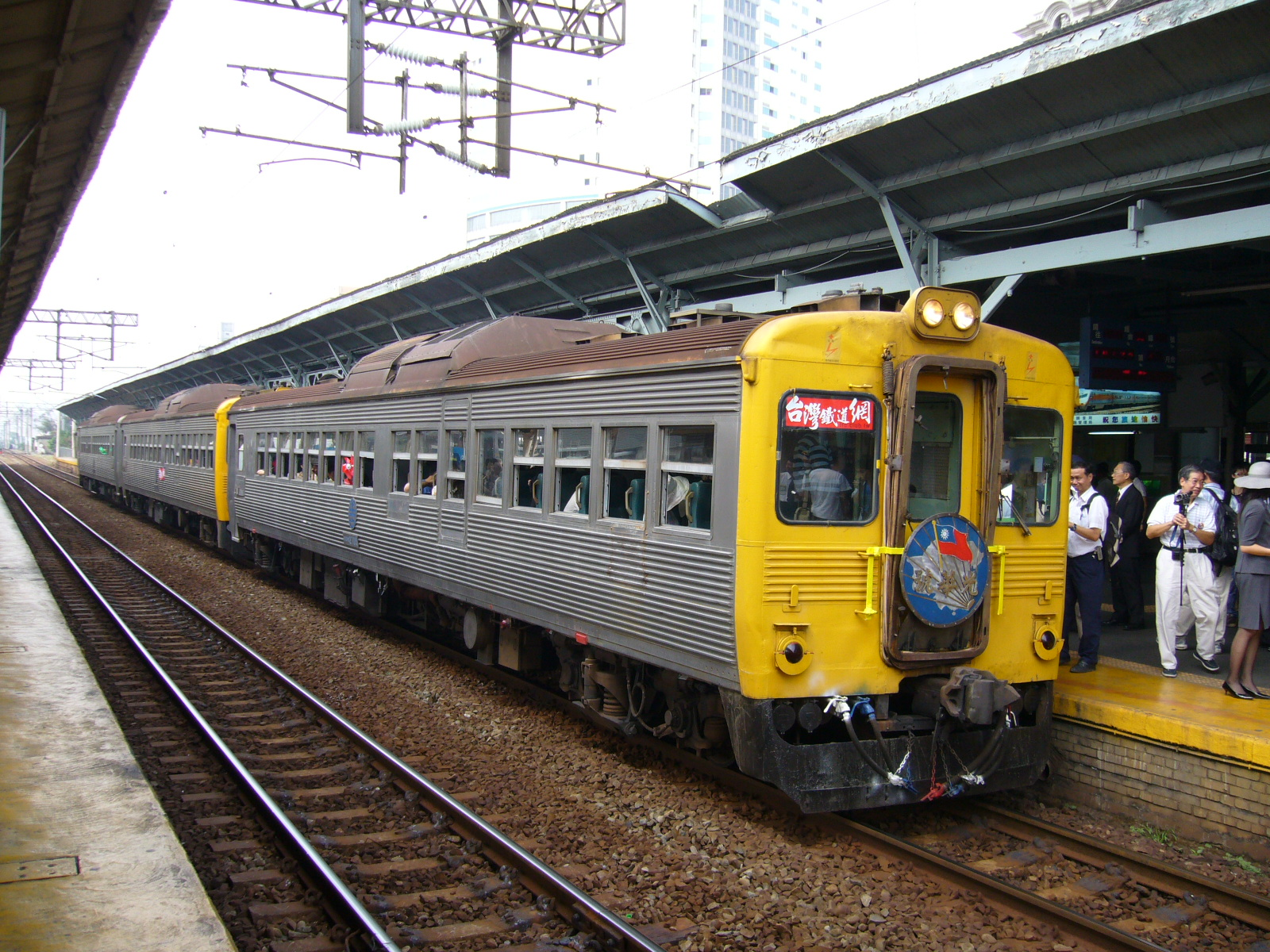
TRCロゴを掲げたDR2700型貸切列車（2006年・台中駅）

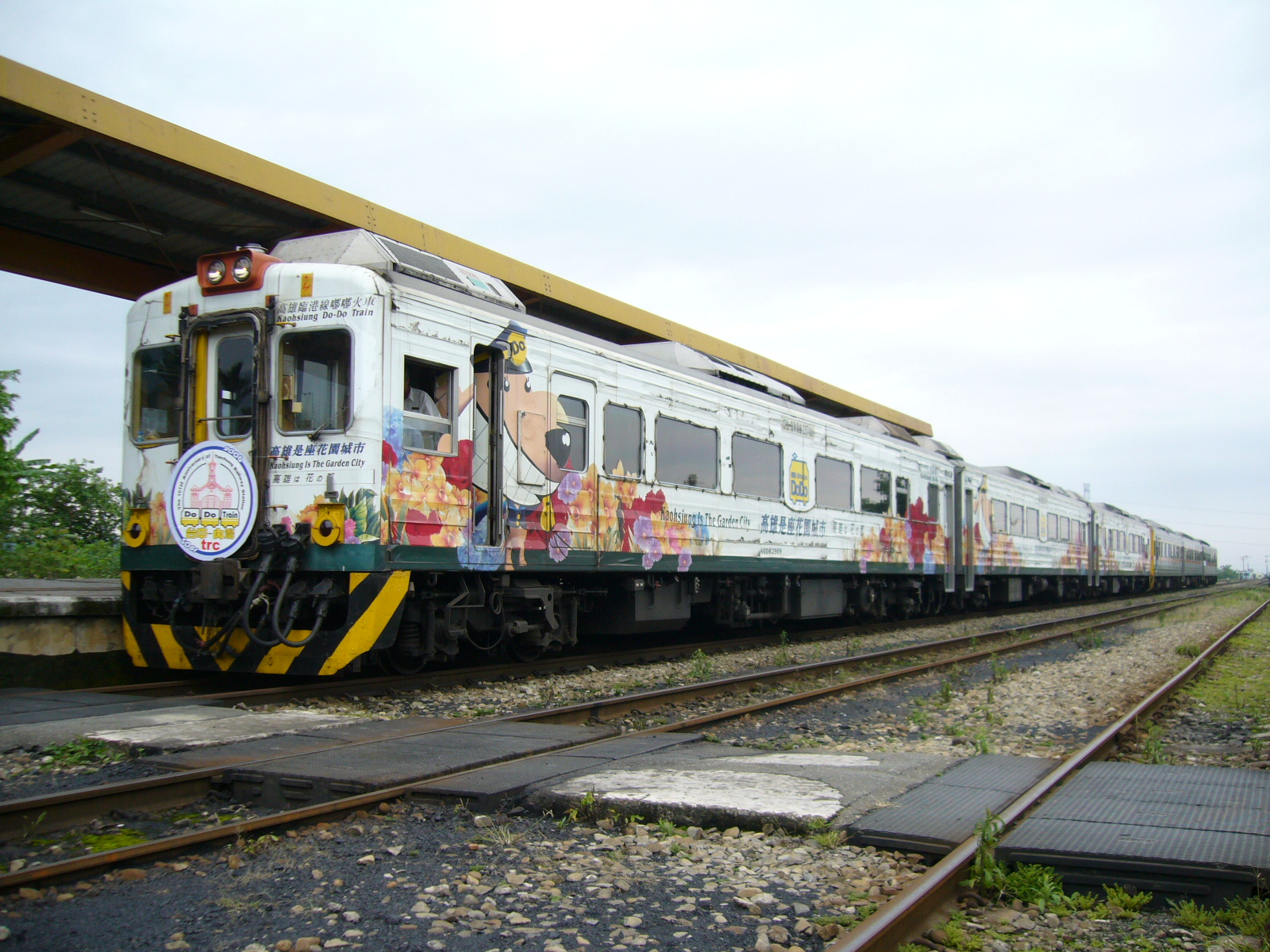
TRCのヘッドマークを掲げたDoDo火車貸切列車（2006年・内湾線九讃頭駅）

台湾鉄道網（たいわんてつどうもう、繁体字中国語: 台灣鐵道網、英語: Taiwan Railway Club）はかつて台湾で運営されていた台湾の鉄道に関するポータルサイト。2003年に設立され台湾地区における鉄道ファンの間で高い知名度があった。主に関連ニュースの配信、インターネットフォーラムやオンラインフォトアルバムの運営と鉄道グッズの商品開発を行っていた。登録会員にはブログサービスも提供されていた。2014年末をもって閉鎖された。現在も鉄道グッズ販売業として存続する運営企業についてもこの項で併記する。

## 沿革
2001年3月12日、前身の「台湾鉄道紀念客票」というオンラインコミュニティが「Yahoo奇摩家族」に誕生した。当時の管理人だった鄭保志の元でコミュニティは活況をみせ、2003年5月1日に鄭はコミュニティ内の同好メンバーたちと「台湾鉄道網」というウェブサイト（trc.net.twおよびtaiwan-railway-club.com.tw）を創設し、台湾の鉄道ファン界隈でのコンテンツ拡充と多様なサービスが提供されるようになった。2005年には台湾鉄路管理局より「台鉄之友」を受章している。
2007年には日本映画「旅の贈りもの 0:00発」の台湾での宣伝のために訪台した多岐川華子と貸切列車に乗るというイベントを主催した。
2008年1月以降、それまで非営利で運営されてきたサイトが営利的な性質をもつ法人による運営となり、鉄道文化発展のためのメディアとしての性質を帯びるようになっただけでなく、ファン同士の交流のためのイベントを主催するなど、自国の鉄道文化啓蒙や文化資産保護を啓発するようになった。
2007年9月8日、メインサーバー寄贈者と運営者の間で対立が起き、サイト運営が一時停止した。その後メンバーの1人だった何元富が経営していた「台湾鉄道有限公司」（現在は同じく自身が設立した「台湾鉄道故事館有限公司」）による法人運営となり（howone.com.tw/railway）、長期資金は元富が展開していた台湾鉄路管理局各駅でのグッズ販売店「台鐵本舗」での売上だった。
子サークル「南方公園」は一旦離脱した。ただしその後再度合流している。
2014年11月ごろよりコンテンツ更新やアカウント登録が停止、12月1日に運営者より年内でのサイト閉鎖が発表された。若年層がFacebookやTwitterなどのSNSに流失し
アクセスが減少したことがその要因である。ただし同年末まではコンテンツ閲覧は可能なように配慮された。

## 評論
このサイトでは様々な悪評が付きまとった。日本でも起きている鉄道ファン特有の迷惑行為などである。
- 会員が軌道内や運転室、車両工場、調車場などの進入禁止エリアで撮影し、列車の安全運行を妨害していると受け取られかねない行為
- 会員による複数アカウント使い回し

## 台湾鉄道故事館
TRCのサイトは閉鎖されたが、運営母体である法人は現在も台湾各地の鉄道駅で鉄道関連グッズの販売店「台湾鉄道故事館（たいわんてつどうこじかん、繁体字中国語: 台灣鐵道故事館、TRC）」を運営し、台湾鉄路管理局のライセンス商品販売や列車型ペットボトルの飲料水などのグッズ開発を手掛けている。
初期は台湾鉄道有限公司による「台鉄本舗」、後に別会社の「台湾鉄道故事館」となっている。

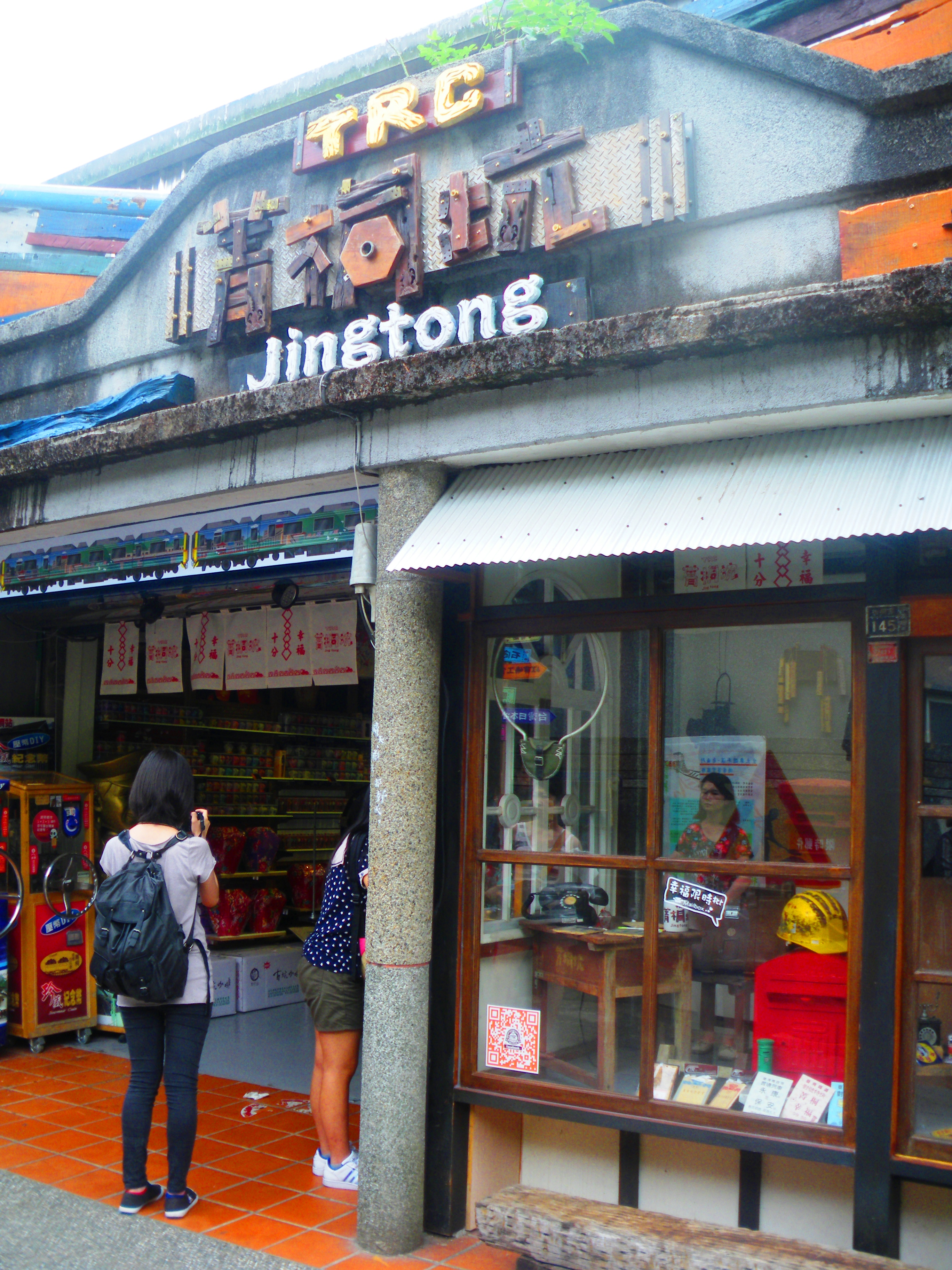
菁桐二店
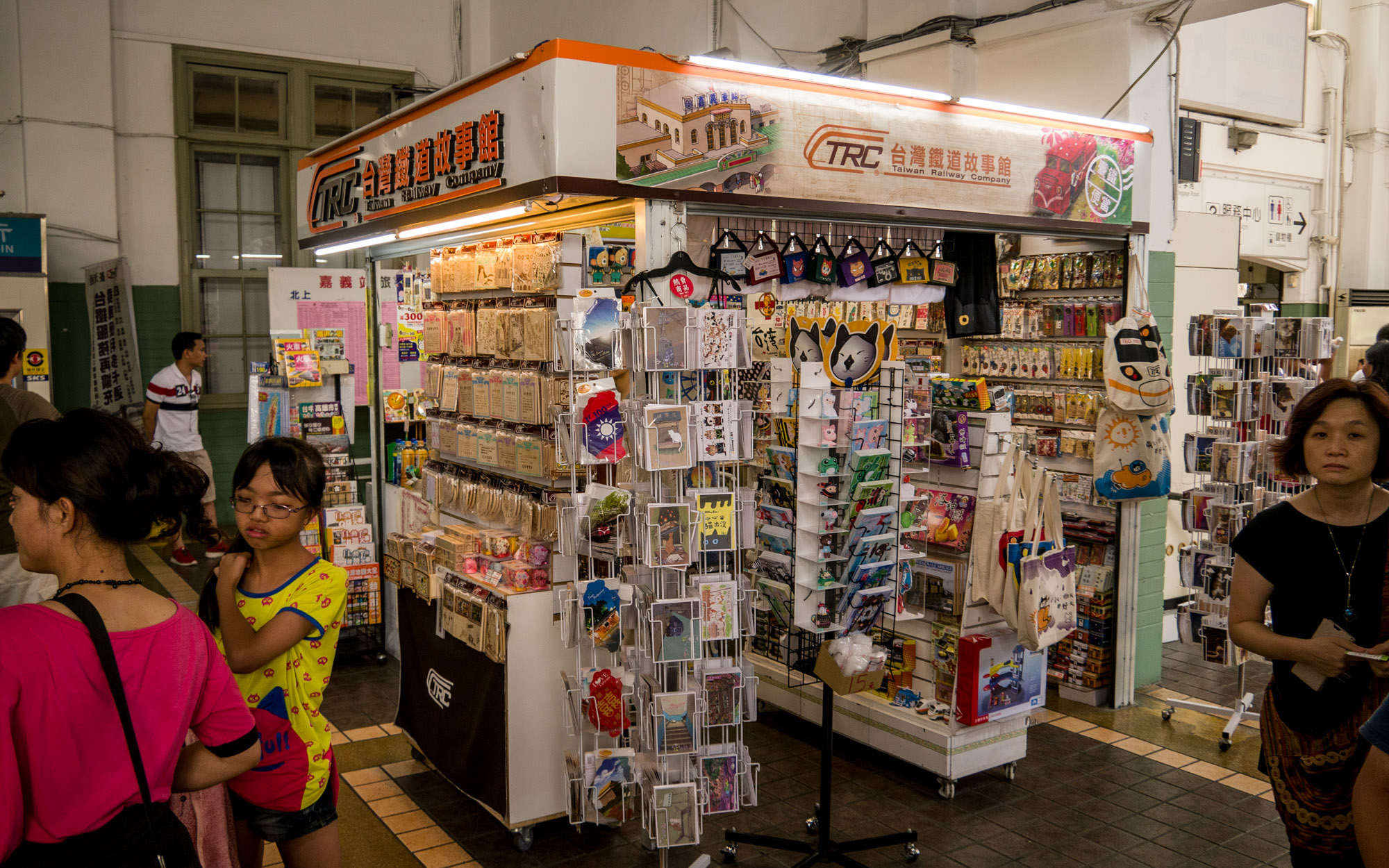
嘉義店